# Споменик Моши Пијаде
Споменик Моши Пијаде се налази у Македонској улици у Београду, на територији градске општине Стари град. Подигнут је шездесетих година 20. века и представља непокретно културно добро као споменик културе. Откривен је 7. јула 1969. на новом, преуређеном, тргу испред зграде „Политике”. Нови трг је добио Мошино име, пројектовао га је архитекта Зоран Жунковић, радове су извели крушевачко предузеће „Душан Ристић”, „Партизански пут” и „Хидротехника”.
Поводом десетогодишњице смрти Моше Пијаде расписан је југословенски конкурс за израду споменика овом истакнутом политичару, публицисти и сликару. Жири је одлучио да мимо конкурса додели специјалну награду вајару Бранку Ружићу за изузетно уметничко остварење и да му повери изградњу споменика. Скулптура тематски и концепцијски одражава уметникове преокупације оне фазе у којој је био заокупљен људским заједништвом, а поклопиле су се са идејом револуционарног прегалаштва представљене личности.
Постављањем споменика без постамента сред пешачког трга, постигнут је присан однос са посматрачем.